# هرمان ألبرشت
هرمان ألبرشت (بالألمانية: Hermann Albrecht)‏ هو حكم كرة قدم ألماني، ولد في 1 سبتمبر 1961 في Buchenberg ‏ في ألمانيا.

## وصلات خارجية
- هرمان ألبرشت على موقع Soccerway.com (الإنجليزية)